# ディオナー・ナバーロ
- ディオネル・ナバーロ
- ディオナー・ナバロ

ディオナー・ファビアン・ナバーロ・ヴィヴァス（Dioner Favian Navarro Vivas、1984年2月9日 - ）は、ベネズエラのカラカス出身の元プロ野球選手（捕手）。右投両打。

## 経歴

### プロ入りとヤンキース時代
2000年に16歳でニューヨーク・ヤンキースに入団。マイナー時代から超有望株として知られ、ホルヘ・ポサダが移籍、引退した後の正捕手として期待されていた。
2004年9月7日にメジャーデビューし、初打席で初安打を記録している。この年は5試合に出場。

### ドジャース時代
2005年1月11日にランディ・ジョンソンの交換相手の一人としてアリゾナ・ダイヤモンドバックスへ移籍した。同日、今度はショーン・グリーンの交換相手の一人としてロサンゼルス・ドジャースに移籍。ドジャースでも未来の正捕手として期待され、2005年は50試合に出場。
2006年はサンディー・アロマー・ジュニアを教育係に本格的に正捕手定着を目指したが、故障者リスト入りしているうちにラッセル・マーティンが正捕手に定着した。

### レイズ時代
2006年6月26日にトビー・ホールらとのトレードで、タンパベイ・デビルレイズへ移籍。その直後に自動車の横転事故を起こした。
2007年は、前半戦打率が2割に届かないなど打撃は不調だったものの自己最多の119試合に出場した。
2008年は前半戦打率3割で折り返し、オールスター初選出。後半戦はやや失速し、打率3割を逃したが、攻守に渡ってレイズの球団初のリーグ優勝に貢献。
2009年は前年と打って変わって打率.218・8本塁打・OPS.583・盗塁阻止率26.5%と攻守に精彩を欠いた。
2010年も開幕から打撃不振に陥り、6月下旬からAAA級ダーラム・ブルズに降格。AAA級ダーラムでは43試合の出場で打率.284・2本塁打・OPS.777の成績を残した。

### ドジャース復帰
2010年12月8日にドジャースと1年契約を結ぶ。
2011年も8月まで64試合の出場で打率.193、5本塁打、OPS.600と不振を極め、8月30日に自由契約となった。

### レッズ時代
2012年1月16日、シンシナティ・レッズと契約を結んだ。

### カブス時代
2012年11月15日にはシカゴ・カブスと年俸175万ドルと出来高25万ドルの1年契約を結んだ。
2013年10月31日にフリーエージェント(FA)となった。

### ブルージェイズ時代
2013年12月2日にトロント・ブルージェイズと2年800万ドル（2014年が300万ドル、2015年が500万ドル）の契約を結んだ。
2014年は、シーズン通じてブルージェイズの正捕手格として起用された。自己ベストとなる139試合に出場し、自身初めて規定打席に到達した。打撃成績は、打率.274・12本塁打・69打点・3盗塁であり、2年連続での2ケタ本塁打と自己最高の69打点を記録した。得点圏打率は.343という高率だった。オフには、ドジャース時代のチームメートのラッセル・マーティンが移籍してきたため、トレード候補に浮上した。
しかし、移籍することなく2015年もブルージェイズで開幕を迎えた。マーティンが正捕手を務め、バックアップ捕手として54試合に出場し、打率.246・5本塁打・20打点という打撃成績を残した。守備面では、捕手を39試合で守って4失策を喫したが、盗塁阻止率は39%だった。オフの11月2日にFAとなった。

### ホワイトソックス時代
2015年12月4日にシカゴ・ホワイトソックスと1年400万ドルの契約を結んだ。
2016年は移籍するまで正捕手格で起用され、85試合に出場。打撃成績は打率.210・6本塁打・32打点という内容だった。守備面では83試合でマスクを被ったが、8失策・守備率.987だった。

### ブルージェイズ復帰
2016年8月26日にコルトン・ターナーとのトレードで、古巣ブルージェイズに復帰した。ブルージェイズでは16試合に出場し、通算1000試合出場を達成したが、打率.182・3打点・DRS - 2と、攻守両面で寂しい成績だった。ホワイトソックスとの合計では、101試合で打率.207・6本塁打・35打点・1盗塁・OPS0.587・9失策・守備率.987・DRS - 14 （捕手守備は90試合）という成績だった。オフの11月3日にFAとなった。

### ブルージェイズ退団後
2017年は所属球団なく、2018年7月31日に独立リーグ・アトランティックリーグのロングアイランド・ダックスと契約。
2019年2月7日、クリーブランド・インディアンスとマイナー契約を結ぶ。

## プレースタイル
ヤンキースのマイナー時代、捕手としての能力が高いだけでなく、打撃でも期待が出来ることから、イバン・ロドリゲス（ニックネームはパッジ）に因んで、リトル・パッジというニックネームをつけられた。デビルレイズ移籍後は正捕手の座を手に入れたが、今一つ伸び悩みの感もある。強肩かつバットコントロールも上手い選手なのでチームからの期待は大きかったが、近年は正捕手の座を失い、出場機会は減少している。

## 家族
兄のデウィスも野球選手で、現在はリーガ・エスパニョーラ・デ・ベイスボルでプレーしている。

## 詳細情報

### 年度別打撃成績
| 年 度     | 球 団     | 試 合 | 打 席 | 打 数 | 得 点 | 安 打 | 二 塁 打 | 三 塁 打 | 本 塁 打 | 塁 打 | 打 点 | 盗 塁 | 盗 塁 死 | 犠 打 | 犠 飛 | 四 球 | 敬 遠 | 死 球 | 三 振 | 併 殺 打 | 打 率 | 出 塁 率 | 長 打 率 | O P S |
| --------- | --------- | ----- | ----- | ----- | ----- | ----- | -------- | -------- | -------- | ----- | ----- | ----- | -------- | ----- | ----- | ----- | ----- | ----- | ----- | -------- | ----- | -------- | -------- | ----- |
| 2004      | NYY       | 5     | 7     | 7     | 2     | 3     | 0        | 0        | 0        | 3     | 1     | 0     | 0        | 0     | 0     | 0     | 0     | 0     | 0     | 1        | .429  | .429     | .429     | .857  |
| 2005      | LAD       | 50    | 199   | 176   | 21    | 48    | 9        | 0        | 3        | 66    | 14    | 0     | 0        | 1     | 0     | 20    | 1     | 2     | 21    | 3        | .273  | .354     | .375     | .729  |
| 2006      | LAD       | 56    | 216   | 193   | 23    | 47    | 7        | 0        | 4        | 66    | 20    | 1     | 1        | 1     | 1     | 20    | 2     | 1     | 33    | 6        | .244  | .316     | .342     | .658  |
| 2006      | TB        | 25    | 86    | 75    | 5     | 21    | 2        | 0        | 2        | 29    | 8     | 1     | 0        | 0     | 0     | 11    | 4     | 0     | 18    | 1        | .280  | .372     | .387     | .759  |
| '06計     | TB        | 81    | 302   | 268   | 28    | 68    | 9        | 0        | 6        | 95    | 28    | 2     | 1        | 1     | 1     | 31    | 6     | 1     | 51    | 7        | .254  | .332     | .354     | .687  |
| 2007      | TB        | 119   | 434   | 388   | 46    | 88    | 19       | 2        | 9        | 138   | 44    | 3     | 1        | 7     | 5     | 33    | 3     | 1     | 67    | 11       | .227  | .286     | .356     | .641  |
| 2008      | TB        | 120   | 470   | 427   | 43    | 126   | 27       | 0        | 7        | 174   | 54    | 0     | 4        | 3     | 3     | 34    | 1     | 3     | 49    | 16       | .295  | .349     | .407     | .757  |
| 2009      | TB        | 115   | 410   | 376   | 38    | 82    | 15       | 0        | 8        | 121   | 32    | 5     | 2        | 8     | 3     | 18    | 1     | 5     | 51    | 14       | .218  | .261     | .322     | .583  |
| 2010      | TB        | 48    | 142   | 124   | 11    | 24    | 5        | 0        | 1        | 32    | 7     | 0     | 1        | 5     | 0     | 12    | 0     | 1     | 20    | 3        | .194  | .270     | .258     | .528  |
| 2011      | LAD       | 64    | 202   | 176   | 13    | 34    | 6        | 1        | 5        | 57    | 17    | 0     | 0        | 3     | 2     | 20    | 4     | 1     | 35    | 3        | .193  | .276     | .324     | .600  |
| 2012      | CIN       | 24    | 73    | 69    | 6     | 20    | 3        | 1        | 2        | 31    | 12    | 0     | 0        | 1     | 1     | 2     | 1     | 0     | 12    | 1        | .290  | .306     | .449     | .755  |
| 2013      | CHC       | 89    | 266   | 240   | 31    | 72    | 7        | 0        | 13       | 118   | 34    | 0     | 1        | 0     | 1     | 23    | 1     | 2     | 36    | 4        | .300  | .365     | .492     | .856  |
| 2014      | TOR       | 139   | 520   | 481   | 40    | 132   | 22       | 0        | 12       | 190   | 69    | 3     | 0        | 0     | 6     | 32    | 1     | 1     | 76    | 12       | .274  | .317     | .395     | .712  |
| 2015      | TOR       | 54    | 192   | 171   | 17    | 42    | 7        | 0        | 5        | 64    | 20    | 0     | 0        | 0     | 4     | 17    | 1     | 0     | 29    | 0        | .246  | .307     | .374     | .682  |
| 2016      | CWS       | 85    | 298   | 271   | 25    | 57    | 13       | 2        | 6        | 92    | 32    | 1     | 2        | 2     | 3     | 20    | 0     | 2     | 63    | 5        | .210  | .267     | .339     | .606  |
| 2016      | TOR       | 16    | 36    | 33    | 1     | 6     | 0        | 0        | 0        | 6     | 3     | 0     | 0        | 0     | 0     | 3     | 0     | 0     | 8     | 0        | .182  | .250     | .182     | .432  |
| '16計     | TOR       | 101   | 334   | 304   | 26    | 63    | 13       | 2        | 6        | 98    | 35    | 1     | 2        | 2     | 3     | 23    | 0     | 2     | 71    | 5        | .207  | .265     | .322     | .587  |
| MLB：13年 | MLB：13年 | 1009  | 3551  | 3207  | 322   | 802   | 142      | 6        | 77       | 1187  | 367   | 14    | 12       | 31    | 29    | 265   | 20    | 19    | 518   | 80       | .250  | .309     | .370     | .679  |

- 2018年度シーズン終了時

### 記録
- MLBオールスターゲーム出場：1回（2008年）

### 背番号
- 68 （2004年）
- 41 （2005年）
- 30 （2006年 - 2015年、2016年途中 - 同年終了）
- 27 （2016年 - 同年途中）